# Кубок Шрі-Ланки з футболу 2016—2017
Кубок Шрі-Ланки з футболу 2016—2017 — 50-й розіграш кубкового футбольного турніру у Шрі-Ланці. Титул володаря кубка вдруге поспіль здобув «Армі».

## Календар
| Раунд        | Дата                       | Матчі | Клуби    |
| ------------ | -------------------------- | ----- | -------- |
| Перший раунд |                            |       | 672 → 94 |
| Другий раунд |                            | 30    | 94 → 64  |
| 1/32 фіналу  | 17 березня - 8 квітня 2017 | 32    | 64 → 32  |
| 1/16 фіналу  | 9-25 квітня 2017           | 16    | 32 → 16  |
| 1/8 фіналу   | 26 квітня - 1 травня 2017  | 8     | 16 → 8   |
| 1/4 фіналу   | 6-7 травня 2017            | 4     | 8 → 4    |
| 1/2 фіналу   | 13 травня 2017             | 2     | 4 → 2    |
| Фінал        | 20 травня 2017             | 1     | 2 → 1    |

## 1/8 фіналу
| Команда 1      | Рахунок      | Команда 2   |
| -------------- | ------------ | ----------- |
| 26 квітня 2017 |              |             |
| Супер Сан      | 1:0          | Сент-Маріс  |
| 29 квітня 2017 |              |             |
| ВМС            | 1:4          | Армі        |
| Реновн         | 8:0          | Брілліант   |
| 30 квітня 2017 |              |             |
| Пеліканс       | 0:5          | Коломбо     |
| Саундерс       | 2:2 пен. 3:1 | Негамбо Юз  |
| Ейр Форс       | 3:0          | Матара Сіті |
| 1 травня 2017  |              |             |
| Джава Лейн     | 2:0          | Матара Сіті |
| Сінгін Фіш     | 1:2          | Блу Стар    |

## 1/4 фіналу
| Команда 1     | Рахунок | Команда 2  |
| ------------- | ------- | ---------- |
| 6 травня 2017 |         |            |
| Армі          | 12:1    | Супер Сан  |
| Саундерс      | 2:1     | Блу Стар   |
| 7 травня 2017 |         |            |
| Ейр Форс      | 0:1     | Коломбо    |
| Реновн        | 1:3     | Джава Лейн |

## 1/2 фіналу
| Команда 1      | Рахунок      | Команда 2  |
| -------------- | ------------ | ---------- |
| 13 травня 2017 |              |            |
| Армі           | 3:2          | Коломбо    |
| Саундерс       | 1:1 пен. 3:5 | Джава Лейн |

## Фінал
| 20 травня 2017 |

| Армі | 5:1 | Джава Лейн |
| ---- | --- | ---------- |
|      |     |            |

|  |